# Newton (bier)
Newton is een Belgisch bier van hoge gisting. Het is een fruitbier op basis van een witbier.
Het bier wordt sinds 1998 gebrouwen in Brouwerij Lefebvre te Quenast.
Het is een lichtblond troebel appelbier met een alcoholpercentage van 3,5%.